# سهل‌آباد (استهبان)
سهل‌آباد (استهبان)، روستایی از توابع بخش رونیز شهرستان استهبان در استان فارس ایران است.

## جمعیت
این روستا در دهستان خیر قرار دارد و براساس سرشماری مرکز آمار ایران در سال ۱۳۸۵، جمعیت آن ۱٬۹۰۸ نفر (۴۴۴خانوار) بوده‌است.